# Mary Joseph Dempsey
Mary Joseph (al secolo Julia) Dempsey (Salamanca, 14 maggio 1856 – Rochester, 29 marzo 1939) è stata una religiosa e infermiera statunitense.
A lei si deve l'individuazione del nodulo di Sister Mary Joseph.

## Biografia
Julia fu rampolla di una famiglia di immigranti irlandesi. Nel 1878 entra nel terzo ordine francescano della congregazione di Nostra Signora di Lourdes, in Rochester, dove prese il nome di suor Mary Joseph.
Lavorò presso il St. Mary's Hospital, costruito dal suo ordine, fino a quando non fu distrutto nel 1883. Fu riaperto il 1º ottobre 1887, sotto la guida di William Worrall Mayo e dei suoi due figli Charles Horace Mayo e William James Mayo.
Dempsey studiò con Edith Graham, infermiera moglie di Charles Horace Mayo. Dal 1890 al 1915 fu assistente di William James Mayo, e nel settembre 1892 divenne sovraintendente dello St. Mary's Hospital, fino alla sua morte avvenuta nel 1939.
Nel 1906 apre al St. Mary's Hospital una scuola per infermiere. Nel 1915 partecipa alla creazione dell'organizzazione "Catholic Hospital Association of the United States and Canada" e ne diventa vice presidente.
È ricordata per il suo contributo medico e il suo ruolo volitivo accanto ai Mayo, nonché per le sue capacità amministrative e mediche. La struttura principale del Saint Mary's Hospital è oggi chiamata "Joseph Building" in sua memoria.
Dempsey lega il proprio nome a un segno clinico, il nodulo di Sister Mary Joseph, una massa solida in sede paraombelicale, nel sottocute, che accompagna la presenza di un tumore gastroenterico metastatizzato, pubblicando un articolo nel 1928.
Il chirurgo inglese Hamilton Bailey poi per primo coniò nel 1949 il termine  di Sister Mary Joseph's nodule per una metastasi ombelicale.